# 探偵学校
探偵学校（たんていがっこう）とは、探偵を養成する専門の学校。探偵社・興信所が、業界を担う人材育成や探偵業法第11条「教育」を目的に開設している。
ここでは、日本における探偵学校について記載する。

## 概要
探偵業を営んでいる業者は公安委員会に届出が必要で、探偵業法に基づきその使用人その他の従業者に対して教育をする義務を負っている。探偵業を営んでいる人や会社が探偵学校を開設して運営しているケースが多いが、非営利団体である一般社団法人やNPO法人が運営している探偵学校もある。

## 探偵学校の区分
学校の運営状況により、次のように区分できる。
- 非営利法人である社団法人やNPO法人による運営
- 一企業又は一業者による運営
  - 徒弟制又は塾形式によるもの
  - フランチャイズ事業を営む業者
- 複数の法人又は複数の業者による運営